# 光电材料与技术国家重点实验室
光电材料与技术国家重点实验室，是位于中华人民共和国广东省广州市的一个国家重点实验室，成立于1984年，由中山大学进行建设，位于中山大学广州校区南校园内。实验室主要研究方向包括：发光显示材料相关技术、光电能量转换材料相关技术、光电子集成器件技术、超快光谱与激光与物质相互作用、光电材料物理理论等。研究人员来自中山大学物理学、化学、光学工程、材料学和信息学等学科。实验室现任主任为许宁生（前中山大学校长，中国科学院院士），学术委员会主任为徐志展。